# Intimita (film)
Intimita (francouzsky Intimité, anglicky Intimacy) je francouzsko-britský hraný film z roku 2001, který režíroval Patrice Chéreau. Snímek měl světovou premiéru na filmovém festivalu Sundance dne 20. ledna 2001.

## Děj
Čtyřicátník Jay pracuje jako barman v londýnské hospodě Jay. Žije sám od té doby, co opustil manželku a opustil jejich dvě děti. Jednou týdně, ve středu odpoledne, ho navštěvuje žena, se kterou se vášnivě miluje, ale o níž kromě jejího křestního jména nic neví. Ve své práci se spřátelí s Ianem, čerstvě najatým mladým homosexuálem, který se postupně stává jeho důvěrníkem. Čas plyne a Jay cítí potřebu vědět více o své tajemné partnerce. Po jejich schůzkách ji začne sledovat a zjistí, že je divadelní herečka, vdaná a matka malého chlapce.

## Obsazení
| Mark Rylance          | Jay                  |
| Kerry Fox             | Claire               |
| Susannah Harker       | Susan, manželka Jaye |
| Alastair Galbraith    | Victor               |
| Philippe Calvario     | Ian                  |
| Timothy Spall         | Andy                 |
| Marianne Faithfullová | Betty                |
| Fraser Ayres          | Dave                 |
| Michael Fitzgerald    | majitel baru         |
| Robert Addie          | majitel baru         |
| Rebecca R. Palmer     | Pam, dívka ze squatu |

## Ocenění
- Berlinale: Zlatý medvěd za nejlepší film, Blaue Engel za nejlepší evropský film, Stříbrný medvěd za nejlepší herečku (Kerry Fox)
- Cena Louise Delluca
- Evropské filmové ceny: nominace na nejlepší film a pro nejlepšího kameramana (Éric Gautier)
- César: nominace na nejlepší režii (Patrice Chéreau)